# Мішель Оден
Мішель Оден (фр. Michel Robert Fortuné Odent; 1930, Уаза, Франція) — всесвітньо відомий лікар-акушер (obstetrician and childbirth specialist), вчений, новатор, публіцист.
Автор підходу в акушерстві орієнтованого на фізіологічні потреби породіллі (спокій та усамітнення), її ресурси, а не на ліки та медичні процедури; для дородової підготовки пропонує хоровий спів; під час пологів – кімнати з домашньою обстановкою, концепцію «неокортикального гальмування», басейни для знеболювання, створення умов для справжнього «рефлексу вигнання плода». 
Автор перших статей про ініціювання грудного вигодовування в першу годину після народження і першої статті про «теорію воротного контролю болю» стосовно акушерства. 
Засновник Науково-дослідного центру первинного здоров'я, який вивчає зв'язок первинного періоду зі здоров'ям у подальшому житті; розглядає можливі шляхи еволюції людини під впливом сучасних способів народження дітей. Ініціатор двох всесвітніх форумів-конференцій «Пологи і дослідження первинного здоров'я».
Автор більше 20 книг, опублікованих на більш ніж 20 мовах світу, співавтор науково-методичного керівництва «Кесарів розтин», автор/співавтор понад 150 наукових статей. 
Doctor Honoris Causa,  запрошений професор 3 університетів.

## Біографія
Мати Мішеля Одена була дошкільною педагогинею, цікавилася законами дитячого розвитку в ранньому віці, була послідовницею Марії Монтессорі, писала вірші. Вона часто говорила Мішелю: «День, коли ти народився, був найщасливішим у моєму житті!».
Медичну освіту здобув в Паризькому Університеті, за первісною спеціалізацією - хірург.
З 1956 по 1962 рр. практикував в різних госпіталях як хірург загального профілю, в чию компетенцію тоді входили також акушерські операції. У журналі Lancet названий одним з останніх справжніх хірургів загального профілю.
У 1958-59 рр. під час війни за незалежність в Алжирі служив військовим хірургом у французькій армії, надаючи допомогу як солдатам, так і цивільному населенню в невідкладних випадках, в тому числі, пов'язаних з пологами. Саме хірургічна операція кесаревого розтину змусила його зацікавитися фізіологією пологів і стати лікарем-акушером. Помітний вплив на Одена справив відомий французький лікар-акушер  Фредерік Лебуайе.
Мішель Оден широко відомий у всьому світі як лікар, що ввів в 1970-х рр. в акушерську практику басейни для знеболювання під час пологів і кімнати з домашньою обстановкою (так як фізіологія пологів вимагає спокою і усамітнення).
Підхід, зосереджений на потребах жінки і спирається передусім на її ресурси, а не на ліки і медичні процедури, сьогодні став одним із загальноприйнятих у сучасному світовому клінічному акушерстві. 
Початок цієї традиції, Оден поклав в пологовому відділенні багатопрофільного державного госпіталю м. Пітів'є (Франція). Його практика штатного хірурга і акушера-гінеколога в Пітів'є тривала протягом двадцяти одного року (1962-1983). Винятковою особливістю була унікальна допологова підготовка - введення в практику вечорів хорового співу в пологовому відділенні, де жінкам належало народжувати. Цей період свого життя доктор Оден описав в книзі «Відроджені пологи» (Birth Reborn), що вийшла вперше у 1984 р, перекладена 13 мовами і видається досі. Працюючи разом з шістьма акушерками і приймаючи близько тисячі пологів на рік, він зумів домогтися відмінної статистики з низьким відсотком медичних втручань. Його підхід був висвітлений у відомих медичних виданнях, таких як Lancet, і в телевізійних документальних фільмах «Відроджені пологи»,(Birth Reborn, BBC, 1982-85гг.). 
З 1985 р. понині доктор Оден живе у Лондоні і практикує домашні пологи (які є частиною офіційної системи допомоги при пологах у Великій Британії).

## Центр дослідження первинного здоров'я
Мішель Оден є засновником Науково-дослідного центру первинного здоров'я (Primal Health Research Centre), заснованого в 1987 р у Лондоні (Велика Британія). У Базу даних досліджень первинного здоров'я (www.primalhealthresearch.com) включаються епідеміологічні роботи, де вивчається зв'язок між тим, що відбувається в первинний період життя (від зачаття до моменту, коли дитині виповнюється рік), і здоров'ям у подальшому житті. На даний момент обсяг бази даних включає більше 1000 досліджень.
У своїй книзі «Первинне здоров'я» (1986) навів свідчення того, що гомеостаз формується в первинний період: це фаза, коли базові адаптивні системи організму проходять тонке налаштування, встановлюються «задані рівні» для їх роботи. В даний час Оден розглядає, яким шляхом може піти еволюція людини під впливом сучасних способів, за допомогою яких народжуються діти.
У 2010 і 2012 рр. провів великі всесвітні форуми - конференції «Пологи і дослідження первинного здоров'я» (див. www.wombecology.com). Перша, Середньо-Атлантична, відбулася навесні 2010 року в м. Лас-Пальмас (Гран-Канарія, тисячі двісті п'ятьдесят-один делегат, представники 41 професії з 35 країн). Друга, Середньо-Тихоокеанська конференція, пройшла восени 2012 р в Гонолулу.
Огляди Банку даних центру ясно свідчать про те, що наше здоров'я формується в первинний період життя (від зачаття до того моменту, коли дитині виповнюється рік). Також вони змушують припускати, що обставини нашого народження надають довгостроковий вплив на такі якості, як товариськість, дружелюбність, агресивність, або, інакше кажучи, на здатність і нездатність любити.

## Науково-дослідна робота
Оден розробив програму підготовки до зачаття («акордеон-метод»), яка допомагає звести до мінімуму вміст жиророзчинних токсичних хімічних речовин, таких як діоксин, ПХД (поліхлоровані дифеніли) та інших в материнському молоці і в організмі жінки в період вагітності і лактації. Зараз перевіряється ефективність дії цієї програми.
Мішель Оден займається також вивченням неспецифічних довготривалих наслідків для здоров'я багаторазової вакцинації в ранньому віці.

## Викладання
Доктор Мішель Оден присвячує багато часу просвітницької та викладацької діяльності: щорічно виступає на міжнародних академічних конференціях (в тому числі відомих щорічних конференціях організації Midwifery Today, www.midwiferytoday.com і Міжнародних конгресах з акушерства та гінекології (International Congress of Obstetrics and Gynaecology (ICOG) ), проводить семінари в багатьох країнах світу.
Він розробив унікальний курс навчання для Доул (доула, або дула — помічниця в пологах, см. Www.paramanadoula.com) - професії, яка стає все більш необхідною в сучасному світі. Цей курс навчання відвідують фахівці з багатьох країн світу, він затребуваний не тільки серед Доул, але також серед лікарів і акушерок, які прагнуть до безпечного і фізіологічного ведення пологів.  
У статусі «Запрошений професор» викладає в трьох університетах: Ліонський університет, Франція (курс «Еволюційна біологія і медицина»),  університет Консепсьйон, Чилі  (курс «Первинне здоров'я»)  і Одеський національний медичний університет.
Номінований як Doctor  Honoris Causa Університетом Бразилії.

## Літературна і просвітницька діяльність
Автор більше 20 книг, опублікованих більш ніж 20 мовами світу.
Успішна лікарська діяльність Мішеля Одена стала джерелом його активної публіцистичної діяльності, яка багато в чому змінила на краще світову акушерську практику і справила величезний і багатосторонній вплив на сучасників. Його величезна заслуга — в популяризації усвідомленого та відповідального підходу до пологів. При цьому Оден аналізує не тільки аспекти фізіології та психології, але зачіпає також соціальні та навіть кримінологічні питання. У своїх книгах Оден навчає вмінню задавати звичні питання навпаки: «як домогтися гарного здоров'я?» Замість «як запобігти хворобі?», і «як закладається і розвивається здатність любити?» Замість «як запобігти насильству?».
Найбільш значні твори:
- «Народитися щасливо» (Bien-naitre, 1976)
- «Відроджені пологи» (Birth Reborn, 1984) виходить у 2005 р у Великій Британії третім виданням
- «Первинне здоров'я» (Primal Health, 1986) видано у 2002 р вдруге
- «Наукове пізнання любові» (The Scientification of Love, 1999)
- «Фермер і акушер» (The Farmer and The Obstetrician, 2002) Поява книг «Наукове пізнання любові» та «Фермер і акушер» знайшло відгук у впливових медичних журналах, таких як British Medical Journal і Journal of American Medical Association, де були опубліковані ґрунтовні огляди і рецензії.
- «Кесарів розтин» (The Caesarean, 2004) розглядає історію виникнення і поширення операції кесаревого розтину. Книга розповідає як про безумовні свідчення для її виконання, так і про можливості зниження числа випадків хірургічного розродження шляхом ретельного вивчення та дотримання нормальної фізіології пологів.

## Мішель Оден в Україні
В Україні семінари Мішеля Одена проходили кілька разів: 
– 1990-ті роки, Харків та Київ; 
– Київ, квітень 2014, організатор - Олена Ковальчук;
– Київ, березень 2016, організатор - Ірина Іщенко. 
2017 рік був названий «Роком Мішеля Одена в Україні»
Доктор Мішель Оден відвідав великі міста України з дводенними семінарами: перший день - для фахівців (лікарів, акушерок, студентів-медиків і перинатальних фахівців, доул) і другий - для зацікавлених батьків.
- Львів, січень, організатори Оксана Ошуркевич і Світлана Клочан, близько 150 слухачів. Презентація книги «Кесарів розтин».
- Одеса, квітень, організатори Гертруда Шпатаковська і Олена Філіпчук, близько 400 слухачів. В Одеському національному медичному університеті, ректор проф. В. Н. Запорожан присвоїв Мішелю Одену звання  'почесного запрошеного професора ОНМедУ [Архівовано 15 грудня 2018 у Wayback Machine.]' 
- Дніпро, квітень, організатори Ольга Горбенко і Ольга Верещак, близько 500 слухачів.
- Харків і Київ, грудень, організатор Олена Ковальчук, близько 600 слухачів. Презентація книги «Народження Homo, морського примату».
I (2014р.) і II (2015 р.) Міжнародні он-лайн фестивалі «Чудо в серці», організатори Світлана Дем'янова-Пономаренко (Донецьк) і Ольга Вішкіна (Харків) - запис доступний в мережі. Он-лайн трансляція семінару з Києва, 2017р.
Записи семінарів Київ, 2014р. і Київ, 2017р. - у організатора.
В Україні у доктора Одена здавна багато послідовників: в Києві, Дніпрі, Одесі, Львові, Харкові та інших містах.

Українською мовою перекладено чотири книги:
- «Відроджені пологи» [Архівовано 14 квітня 2021 у Wayback Machine.] – 144 с.- Дніпро, 2020 ISBN 978-966-97841-2-4
- «Кесарів розтин», Panda Production, Київ, 2017 -156 с. ISBN 978-966-97670-0-4
- «Чи потрібні нам акушерки?» [Архівовано 14 квітня 2021 у Wayback Machine.] – Дніпро, 2019. – 160 с. ISBN 9789669784100
- «Сила любові», Panda Production, Київ, 2021 -146c.  ISBN 978-966-97670-1-1

Планується подальше видання його книг українською мовою, перекладено українською кілька його інтерв'ю.

## Публікації
Автор / співавтор понад 150 наукових праць.
Співавтор німецького науково-методичного керівництва «Кесарів розтин» під редакцією проф. М. Старка («Der Kaiserschnitt»)
Науковий оглядач в журналах {{International Journal of Gynecology & Obstetrics}} и Breastfeeding Medicine.
Автор:
Entering the World: The De-medicalization of Childbirth 1976, 154 p. Entering The World - The Way To Gentle, Loving Birth: Penguin 1984 M. 2000  ISBN 0714528005, ISBN 9780714528007 пер.
1. Bien naître, Paris, Seuil, 1976. 152 p., (ISBN 2-02-004518-4) Bien naître, Michel Odent, Jean-Pierre Dupuy 184 p.
2. Genèse de l’homme écologique, 144 p. Paris, EPI, 1979. Genèse de l’homme écologique. L’instinct retrouvé, Paris, EPI DDB, 1991. Hêtre Myriadis (Le), 2022
3. Birth reborn, New York, Pantheon, 1984, 123 p. (OCLC 891435321) ISBN 0 285 63194 2
4. La Santé primale. Comment se construit et se cultive la santé, Paris, Payot, 1986. 210 p, Collection Bien-être, ISSN 0297-8784 Primal Health: A Blueprint for Our Survival. 1986,Century Primal Health : understanding the critical period between conception and the first birthday, 1987, 192 p. Ebury Press. Forest Row, 2007, 240 p. Clairview books, ISBN 1905570082
5. Les acides gras essentiels. Ligier. Paris 1990. 178 p., ISBN 2908861003, 9782908861006
6. Water and Sexuality, Arkana, 1990, 134 p. ISBN 0140191941, 9780140191943 Water, Birth and Sexuality: Our primeval connection to water, and its use in labour and therapy 2014, 2020 ISBN 10: 1905570732 ISBN 13: 9781905570737
7. Votre bébé est le plus beau des mammifères, Albin Michel, 1990 ; réédition : Paris, éd. L’Instant Présent, 2011. Le bébé est un mammifère (nouvelle édition enrichie de Votre bébé est le plus beau des mammifères), Paris, Éditions l’Instant Présnt, 2011. Éditions l'Instant présent, 2018
8. Birth and Breastfeeding: Rediscovering the Needs of Women during Pregnancy and Childbirth Published by Praeger (1990), ISBN 10: 0897892879  ISBN 13: 9780897892872
9. Planned Home Birth in Industrialized Countries, 1991, 9 p. World Health Organization. Regional Office for Europe
10. Histoires de naissances, Paris, Desclée De Brouwer, 1991.
11. L’Amour scientifié, Paris, Jouvence, 2001, 174 p. (OCLC 421926613); réédition : Paris, éd. Myriadis, 2014, Le Hêtre Myriadis, 2017. Scientification of Love 115 p., (Free Association Books, 1999 www.fabooks.com) ISBN 1853434760, 9781853434761
12. Le Fermier et l’accoucheur : l’industrialisation de l’agriculture et de l’accouchement, Paris, Médicis, 2002, 187 p. (OCLC 419766526); réédition Paris, Le Hêtre Myriadis, 2017. The Farmer and the Obstetrician/, 2002, Published by (Free Association Books www.fabooks.com) ISBN 1853432040
13. Césariennes : questions, effets, enjeux. Alerte face à la banalisation, Paris, Le Souffle d’or, 2005 ; réédition : Paris, Le Hêtre Myriadis, 2018. Paris, éd. Le Hêtre Myriadis, 2020, 190 p. ISBN 978-2490050437 The Caesarean 2004 (Free Association Books www.fabooks.com) ISBN 1853437182
14. Fonctions des orgasmes : l’origine de l’amour en question, Les autoroutes de la transcendance Paris, Jouvence Éditions, 160 p, 2010 ; Jouvence, 2015 ISBN 2883538115, 9782883538115 réédition : Paris, Le Hêtre Myriadis, 2018. The Functions of the Orgasms: The Highways to Transcendence (2008, Pinter & Martin Ltd.) ISBN 1905177186
15. La Naissance à l'âge des plastiques, Paris, Éditions du Hêtre, 2013, 129 p. (OCLC 847562005) Childbirth in the Age of Plastics (2011, Pinter & Martin Ltd.) ISBN 1780663889
16. La Naissance et l'évolution d’homo sapiens, Paris, éd. Myriadis, 2014, 155 p. (OCLC 880866462) Childbirth and the Future of Homo sapiens (2013, Pinter & Martin Ltd.), reissued as Childbirth and the Evolution of Homo sapiens in 2014, ISBN 1780660952, ISBN 9781780660950, ISBN 978-1-78066-210-7
17. L’Humanité survivra-t-elle à la médecine?, Paris, éd. Myriadis, 2016, 170 p. ISBN 979-1093408132 Do we need Midwives? (2015, Pinter & Martin Ltd.) ISBN 1780662203
18. La Naissance d’Homo, le chimpanzé marin, Paris, éd. Le Hêtre Myriadis, 2017, 140 p. ISBN 979-1093408248 The Birth of Homo, the Marine Chimpanzee (2017, Pinter & Martin Ltd.) ISBN 978-1-7806644-5-3
19. The Future Of Homo (2019, WSPC 200 p,) ISBN 9811207542 978-9811207549 Quel avenir pour Homo? Le Hêtre Myriadis, 2020, 198 p, ISBN 2490050419, 9782490050413
20. Planet Ocean: Our Mysterious Connections to Water (2021) ISBN: 9781912992270 ISBN-10: 1912992272

Співавтор:
1. Le zinc et la santé. Payot, 1986 (co-auteur avec Judy Graham). ISSN 2228871001 978-2228871006 The Z Factor: How Zinc is Vital to Your Health Judy Graham, Michel Odent, Thorsons, 1986, 128 p. ISBN 0722513291, 9780722513293
2. Nous sommes tous des enfants de l'eau, Jessica Johnson, ‎Michel Odent 127 p, 1996, Ed. Vivez Soleil, ISBN 9879869699, 9789879869697 We are All Water Babies Jessica Johnson, Michel Odent 128 p. Celestial Arts Pub., 1995 ISBN 0890877580, 9780890877586
3. Prenatal Psychology 100 Years: A Journey in Decoding How Our Prenatal Experience Shapes Who We Become! (2018) co-author Michel Odent